# Rage (musikgrupp)
Rage (ursprungligen: Avenger) är ett tyskt heavy metal-band, som grundades av Peter 'Peavy' Wagner 1984. Under namnet Avenger släppte bandet albumet Prayers of Steel 1985. Ett år senare bytte de namn till nuvarande Rage på grund av att det redan existerade ett engelskt band med namnet Avenger.
1996 släpptes albumet Lingua Mortis där Rage spelar tillsammans med Prags Symfoniorkester. Albumet Speak of the Dead (2006) innehåller sviten Suite Lingua Mortis där bandet spelar med en symfoniorkester från Minsk.
Banduppställningen har varierat en hel del och bara Peter 'Peavy' Wagner har varit med sedan starten 1984. Mellan 1999 och 2006 var Rage banduppställning stabil, med musikerna Peter 'Peavy' Wagner, Victor Smolski och Mike Terrana, tills december 2006 då Mike Terrana lämnade bandet. Rage har ofta spelat som trio men idag består bandet av fyra medlemmar, Peter "Peavy" Wagner, Vassilios "Lucky" Maniatopoulos, Jean Bormann och Stefan Weber.

## Aktuellt
Den 24 juli 2023 meddelade Rage att gitarristen Stefan Weber tar en paus från bandet på obestämd framtid. Senaste albumet Resurrection Day släpptes i september 2021. Rage släppte även EP:n Spreading the Plague i september 2022.

## Medlemmar
Nuvarande medlemmar
- Peter "Peavy" Wagner – sång, basgitarr (1984–)
- Vassilios "Lucky" Maniatopoulos – trummor, sång (2015–)
- Jean Bormann – gitarr (2020–)
- Stefan Weber – gitarr (2020–) uppehåll sedan 2023.[1]

Tidigare medlemmar
- Jochen Schröder – gitarr (1985–1987)
- Alf Meyerratken – gitarr (1985)
- Jörg Michael – trummor (1985–1987)
- Thomas Grüning – gitarr (1985–1986)
- Rudy Graf – gitarr (1987)
- Manni Schmidt – gitarr (1988–1994)
- Chris Efthimiadis – trummor (1988–1999)
- Sven Fischer – gitarr (1994–1999)
- Spiros Efthimiadis – gitarr (1994–1999)
- Mike Terrana – trummor (1999–2006)
- Victor Smolski – gitarr (1999–2015)
- André Hilgers – trummor (2007–2015)
- Marcos Rodríguez – gitarr, sång (2015–2020)

Turnerande medlemmar
- Tomáš "Thomas" Kuchta – gitarr  (2009–2010)

## Diskografi
Studioalbum
- Prayers of Steel (1985) (som Avenger)
- Reign of Fear (1986)
- Execution Guaranteed (1987)
- Perfect Man (1988)
- Secrets in a Weird World (1989)
- Reflections of a Shadow (1990)
- Trapped! (1992)
- The Missing Link (1993)
- 10 Years in Rage: The Anniversary Album (1994)
- Black in Mind (1995)
- Lingua Mortis (1996)
- End of All Days (1996)
- XIII (1998)
- Ghosts (1999)
- Welcome to the Other Side (2001)
- Unity (2002)
- Soundchaser (2003)
- Speak of the Dead (2006)
- Carved in Stone (2008)
- Strings to a Web (2010)
- 21 (2012)
- LMO (2013) (Lingua Mortis Orchestra med Rage)
- The Devil Strikes Again (2016)
- Seasons of the Black (2017)
- Wings of Rage (2020)
- Resurrection Day (2021)

Livealbum
- Power of Metal (1994)
- From the Cradle to the Stage (2004)
- Full Moon in St. Petersburg (2007)
- Live in Tokyo (2012)

EP
- Depraved to Black (1985) (som Avenger)
- Invisible Horizons (1989)
- Extended Power (1991)
- Beyond the Wall (1992)
- Refuge (Japan) (1993)
- Higher than the Sky (Japan) (1996)
- Live from the Vault (Japan) (1997)
- In Vain - Rage In Acoustic (1998)
- Gib dich nie auf (2009)
- Spreading the Plague (2022)

Samlingsalbum
- The Best from the Noise Years (1998)
- Best of - All G.U.N. Years (2001)
- The Soundchaser Archives (2014)